# Мілледжвіль (Джорджія)
Мілледжвіль (англ. Milledgeville) — місто (англ. city) в США, окружний центр округу Болдуін в штаті Джорджія, розташоване на річці Оконі (Oconee). Населення — 17 070 осіб (2020).

## Назва

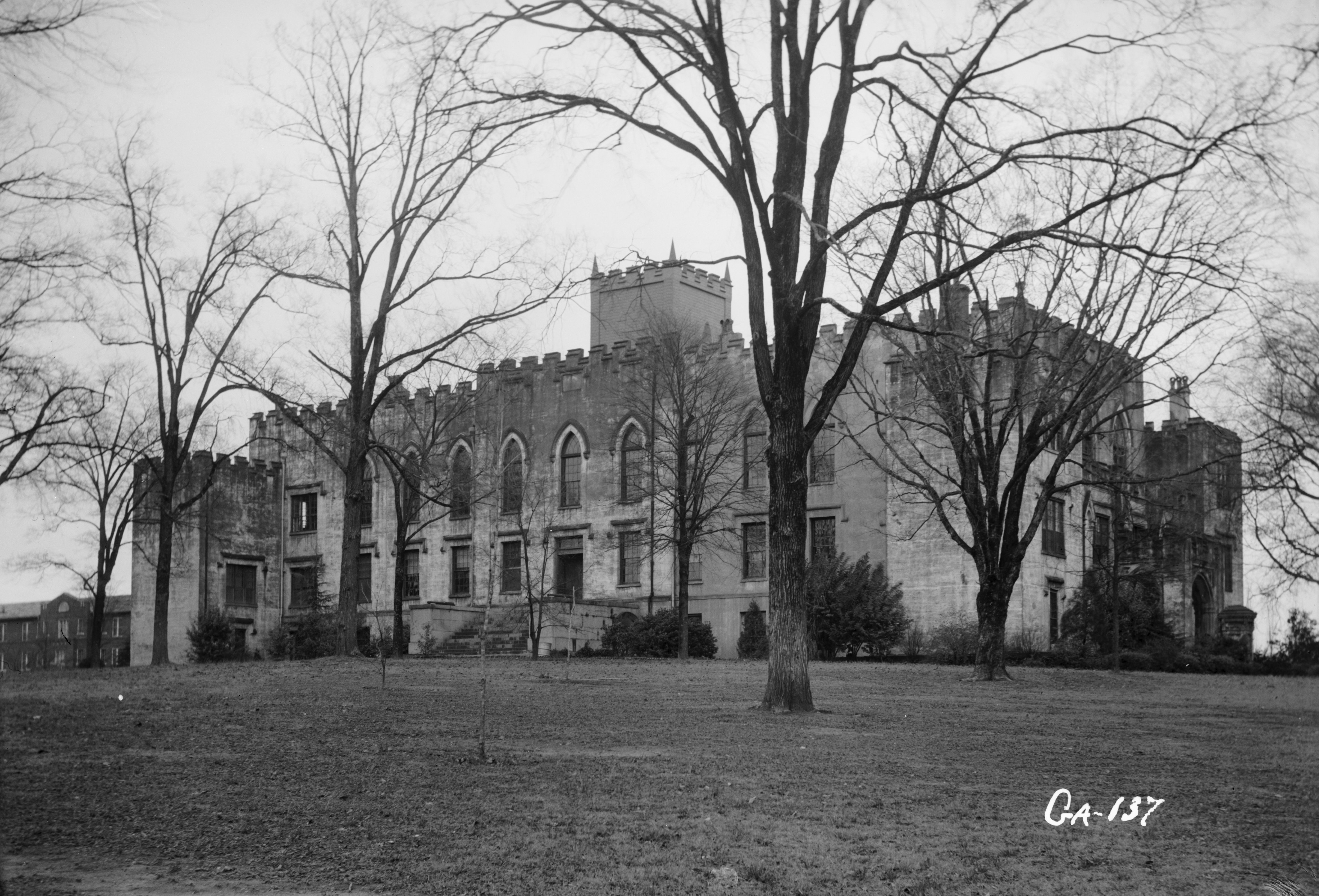
Стара будівля мерії штату

Місто назване на честь американського політика XIX століття Джона Міддеджа (John Milledge).

## Географія
Мілледжвіль розташований за координатами 33°5′18″ пн. ш. 83°14′28″ зх. д. / 33.08833° пн. ш. 83.24111° зх. д. (33.088338, -83.241149).  За даними Бюро перепису населення США в 2010 році місто мало площу 53,25 км², з яких 52,86 км² — суходіл та 0,39 км² — водойми.

## Демографія
Згідно з переписом 2010 року, у місті мешкало 17 715 осіб у 5936 домогосподарствах у складі 2830 родин. Густота населення становила 333 особи/км².  Було 6856 помешкань (129/км²).
Расовий склад населення:
| - 53,4 % — білих - 42,2 % — чорних або афроамериканців - 1,7 % — азіатів - 0,1 % — вихідців з тихоокеанських островів - 0,1 % — корінних американців |

До двох чи більше рас належало 1,5 %. Частка іспаномовних становила 2,3 % від усіх жителів.
За віковим діапазоном населення розподілялося таким чином: 14,8 % — особи молодші 18 років, 74,6 % — особи у віці 18—64 років, 10,6 % — особи у віці 65 років та старші. Медіана віку мешканця становила 25,5 року. На 100 осіб жіночої статі у місті припадало 99,9 чоловіків;  на 100 жінок у віці від 18 років та старших — 98,5 чоловіків також старших 18 років.
Середній дохід на одне домашнє господарство  становив 37 495 доларів США (медіана — 20 859), а середній дохід на одну сім'ю — 56 749 доларів (медіана — 37 013). Медіана доходів становила 28 302 долари для чоловіків та 23 021 долар для жінок. За межею бідності перебувало 46,8 % осіб, у тому числі 53,9 % дітей у віці до 18 років та 18,8 % осіб у віці 65 років та старших.
Цивільне працевлаштоване населення становило 5831 осіб. Основні галузі зайнятості: освіта, охорона здоров'я та соціальна допомога — 31,9 %, мистецтво, розваги та відпочинок — 18,6 %, роздрібна торгівля — 7,7 %, виробництво — 6,4 %.

## Відомі люди
Уродженці
- Марджорі Тейлор Ґрін — американська політична діячка та підприємиця.